# Robert Paul Butler
Robert Paul Butler (San Diego, 1960) é um astrônomo estadunidense, envolvido na busca de exoplanetas. É codescobridor de mais da metade de todos os exoplanetas descobertos até o ano de 2006.

## Prêmios e condecorações
- 2001 Medalha Henry Draper
- 2002 Prêmio Beatrice M. Tinsley
- 2011 Membro da Academia de Artes e Ciências dos Estados Unidos